# Shahrestān di Dasht-e Azadegan
Lo shahrestān di Dasht-e Āzadegān (farsi شهرستان دشت آزادگان) è uno dei 26 shahrestān del Khūzestān, in Iran. Il capoluogo è Susangerd. Lo shahrestān è suddiviso in tre circoscrizioni (bakhsh):
- Centrale (بخش مرکزی)
- Bostan (بخش بستان), con la città di Bostan.
- Hoveyzeh (بخش هویزه), con la città di Hoveyzeh.